# Gabinete Kallas I
El Gabinete Kallas I fue el gabinete de Estonia entre el 26 de enero de 2021 y el 14 de julio de 2022. Fue un gabinete de gran coalición del Partido Reformista y el Partido del Centro hasta el 3 de junio de 2022, cuando Kallas destituyó a los ministros del Partido del Centro del gobierno después de varios semanas de disputas entre los dos partidos. 

## Apoyo parlamentario
| Cámara    | Candidato   | Fecha                                        | Voto |    |    |    |    |   | Ind. | Total  |
| --------- | ----------- | -------------------------------------------- | ---- | -- | -- | -- | -- | - | ---- | ------ |
| Riigikogu | Kaja Kallas | 26 de enero de 2021 Mayoría simple requerida | Sí   | 34 | 24 |    |    |   |      | 58/101 |
| Riigikogu | Kaja Kallas | 26 de enero de 2021 Mayoría simple requerida | No   |    |    | 19 | 11 | 9 | 4    | 43/101 |
| Riigikogu | Kaja Kallas | 26 de enero de 2021 Mayoría simple requerida | Abs. |    |    |    |    |   |      | 0/101  |

## Composición
| Partido político                                  |                            | Partido Reformista Estonio | Partido Reformista Estonio                                 | Partido Reformista Estonio |
| Partido político                                  | Partido del Centro Estonio |                            |                                                            |                            |
| Nombre                                            | Nombre                     | Retrato                    | Cargo                                                      | Ref.                       |
| Primera ministra                                  |                            |                            |                                                            |                            |
| Kaja Kallas                                       |                            |                            | Primera ministra de Estonia                                | [ 1 ]                      |
| Ministros                                         |                            |                            |                                                            |                            |
| Ministerio de Finanzas                            |                            |                            |                                                            |                            |
| Keit Pentus-Rosimannus                            |                            |                            | Ministra de Finanzas                                       |                            |
| Jaak Aab                                          |                            |                            | Ministro de Administraciones Públicas                      | [ 2 ]                      |
| Ministerio de Relaciones Exteriores               |                            |                            |                                                            |                            |
| Eva-Maria Liimets                                 |                            |                            | Ministra de Relaciones Exteriores                          | [ 3 ]                      |
| Ministerio de Asuntos Económicos y Comunicaciones |                            |                            |                                                            |                            |
| Taavi Aas                                         |                            |                            | Ministro de Asuntos Económicos e Infraestructura           | [ 4 ]                      |
| Andres Sutt                                       |                            |                            | Ministro de Emprendimiento y Tecnologías de la Información | [ 5 ]                      |
| Ministerio de Justicia                            |                            |                            |                                                            |                            |
| Maris Lauri                                       |                            |                            | Ministra de Justicia                                       |                            |
| Ministerio de Defensa                             |                            |                            |                                                            |                            |
| Kalle Laanet                                      |                            |                            | Ministro de Defensa                                        |                            |
| Ministerio de Cultura                             |                            |                            |                                                            |                            |
| Anneli Ott                                        |                            |                            | Ministro de Cultura                                        |                            |
| Tiit Terik                                        |                            |                            | Ministro de Cultura                                        |                            |
| Ministerio del Interior                           |                            |                            |                                                            |                            |
| Kristian Jaani                                    |                            |                            | Ministro del Interior                                      |                            |
| Ministerio de Educación e Investigación           |                            |                            |                                                            |                            |
| Liina Kersna                                      |                            |                            | Ministra de Educación e Investigación                      |                            |
| Ministerio del Medio Ambiente                     |                            |                            |                                                            |                            |
| Tõnis Mölder                                      |                            |                            | Ministro del Medio Ambiente                                |                            |
| Erki Savisaar                                     |                            |                            | Ministro del Medio Ambiente                                |                            |
| Ministerio de Asuntos Sociales                    |                            |                            |                                                            |                            |
| Tanel Kiik                                        |                            |                            | Ministro de Salud y Trabajo                                |                            |
| Signe Riisalo                                     |                            |                            | Ministra de Protección Social                              | [ 6 ]                      |
| Ministerio de Asuntos Rurales                     |                            |                            |                                                            |                            |
| Urmas Kruuse                                      |                            |                            | Ministro de Asuntos Rurales                                |                            |